# Henotikon
Henotikon (Akt zjednoczenia) – dekret cesarski (a właściwie list do Kościoła Egiptu) opracowany przez konstantynopolitańskiego patriarchę Akacjusza z inicjatywy cesarza Zenona Izauryjczyka i ogłoszony w 482 roku. Podkreślał on niepodważalność orzeczeń dogmatycznych soborów w Nicei, Konstantynopolu i Efezie, ekskomunikując jednocześnie tych, którzy głosili doktryny przyjęte na soborze chalcedońskim. Treść teologiczna Henotikonu została oparta na pojednawczej formule wiary z 433 roku.
Henotikon miał na celu doprowadzenie do pojednania Kościoła Powszechnego ze zwolennikami monofizytyzmu. Doprowadził jednak do trwającej w latach 484-519 schizmy akacjańskiej, zakończonej przyjęciem przez Konstantynopol kanonów soboru w Chalcedonie.